# Abril Zamora
Abril Zamora Peláez (Cerdanyola do Vallés, Barcelona, 11 de abril de 1981), conhecida como Abril Zamora, é uma actriz, escritora, argumentista e realizadora de cinema espanhola. É reconhecida por ter interpretado a personagem Luna na série de televisão Vis a Vis pela FOX España (atual Star Channel España), dando visibilidade à comunidade LGTBIQ+ através da ficção.

## Vida Pessoal
Abril Zamora Peláez nasceu como Abel Zamora Peláez a 11 de novembro de 1981 em Cerdanyola do Vallés, Barcelona. Tem raízes andaluzas, mais concretamente da província de Jaén por parte do seu avô. É uma mulher trans e fez a sua transição de género de forma pública, partilhando a sua evolução e trajetória através das suas redes sociais. Desde então tem demandado tanto uma maior diversidade de género nas personagens de ficção como mais oportunidades para o coletivo trans nos meios audiovisuais. Também afirmou que sempre soube que era mulher, mas que não identificava com a etiqueta trans porque na sua concepção o género não a definia.
Em 2018 participou no documentário dirigido por Fernando González Molina, The Best Day of My Life, o qual acompanha a seis pessoas LGTBIQ+ que se reúnem em Madrid para a celebração do Dia Internacional do Orgulho LGTBIQ+.

## Carreira

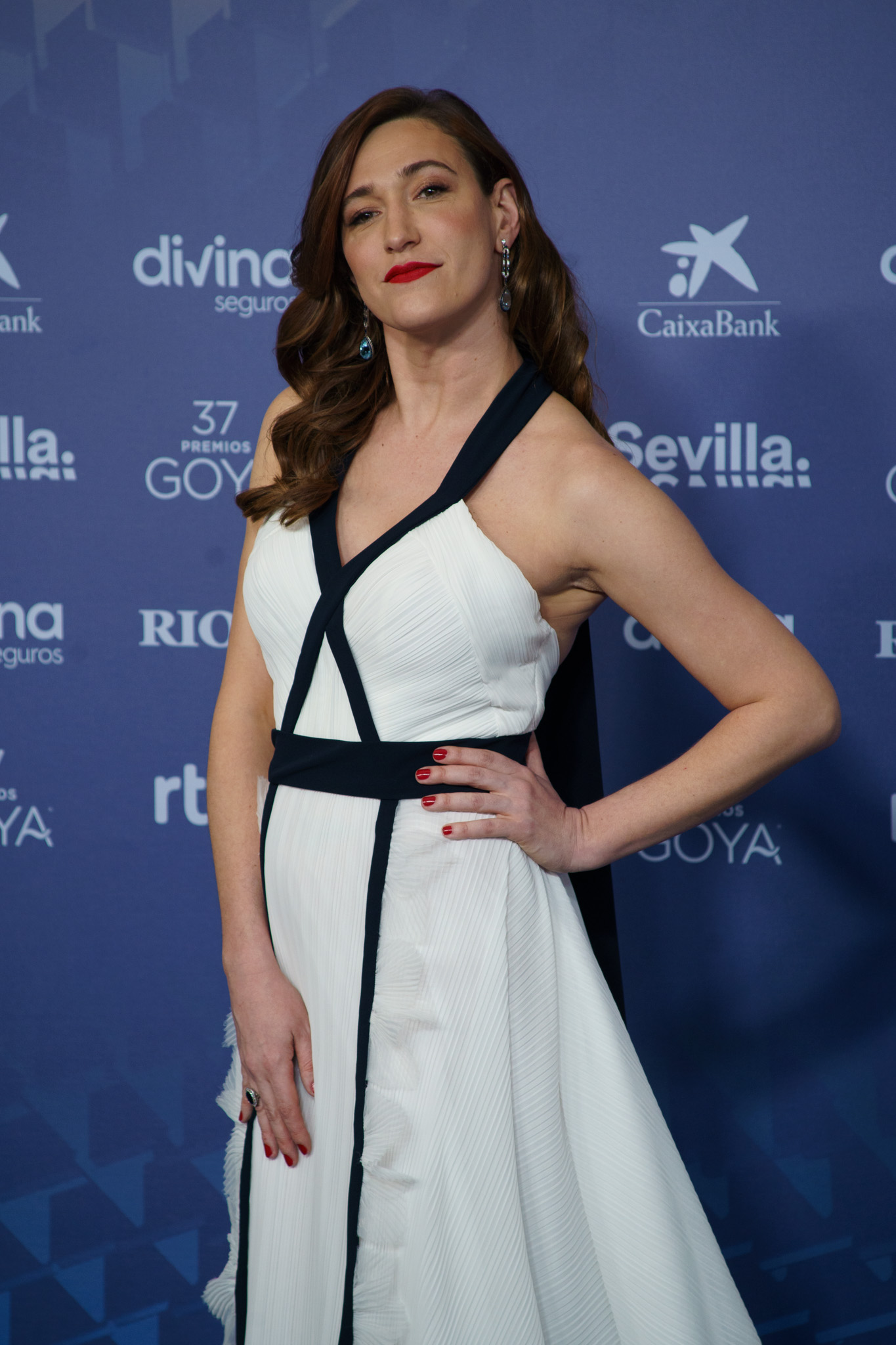
Abril Zamora nos Prémios Goyas de 2023

Iniciou-se na representação quando era adolescente, ao interpretar o personagem Rei Artur numa representação teatral escolar de Merlín el encantador.
Ao lado do actor Sergio Caballero, então seu companheiro, fundou a companhia teatral Oscura Teatre, onde participou nas obras El congelador (2008), La indiferencia de los armadillos (2009), Todas muertas (2010), Canciones y Amor con Queso (2011), Niño muerto vestido de payaso (2012), todas com texto de sua própria autoria. Em 2014 estreou a obra teatral Yernos que amam, uma história coral tragicómica que representou durante quatro temporadas na La Pensión de Las Pulgas de Madrid, dirigida por si mesma e onde interpretava uma das personagens.
Durante esse período, interpretou como figurante ou pequenos papéis nas séries televisivas Los Serrano (2007), Los hombres de Paco (2008), Hospital Central (2009), La que se avecina (2014) ou ainda Anclados (2015), para além de protagonizar o filme Marica tu dirigida por Ismael Núñez e emitida pela Flooxer.
Em abril de 2017 começou a sua transição, sendo-lhe oferecido pouco depois um pequeno papel na série Vis a vis, interpretando uma jovem mulher com problemas de drogas. Devido ao sucesso da personagem, a sua personagem sem nome cresceu e se converteu em Luna durante a terça e quarta temporadas da série. Pelo seu desempenho recebeu uma nomeação para Melhor Actriz Revelação nos prêmios da Unión de Actores y Actrizes Espanhóis.
Em 2019 criou uma série para o canal Telecinco, chamada Señoras del (h)AMPA, na qual desempenhou o cargo de diretora e roteirista durante as suas duas temporadas. No mesmo ano integrou a equipa de roteiristas da série Elite, da Netflix, e participou no filme ¿A quién te llevarías a una isla desierta? de Jota Linares, seguindo-se o filme italiano La vita davanti a sé, onde compartilhou o ecrã com Sophia Loren. Também teve um papel secundário na série original da Netflix El desorden que dejas, onde interpretou Tere, a melhor amiga da personagem Raquel, interpretada por Inma Cuesta. O seu projecto seguinte foi como criadora, diretora e actriz da série Todo lo otro, da HBO Max, que estreou em outubro de 2021.
Em 2023, participou no programa Traitors España, como concorrente, sendo pouco depois convidada a participar e integrar o programa televisivo Operación Triunfo, como professora de interpretação pela sua experiência no mundo da representaçao, com actuações em teatro, cinema e televisão. A sua inclusão no programa foi aclamada pelos críticos e público, marcando uma significativa evolução no formato do programa.

## Filmografia

### Como diretora e roteirista
| Ano       | Série               | Canal     | Observações                                   |
| --------- | ------------------- | --------- | --------------------------------------------- |
| 2016      | Temporada baja      | Flooxer   | Diretora e roteirista                         |
| 2018-2021 | Señoras del (h)AMPA | Telecinco | Criadora, diretora e roteirista               |
| 2019      | Elite               | Netflix   | Roteirista da segunda temporada (2 episódios) |
| 2019-2021 | Indetectables       | Flooxer   | Diretora e roteirista (2 episódios)           |
| 2021      | Todo lo otro        | HBO Max   | Criadora, diretora e roteirista               |

### Como actriz

#### Cinema
| Año  | Película                                      | Personaje             | Director                  | Notas           |
| ---- | --------------------------------------------- | --------------------- | ------------------------- | --------------- |
| 2006 | El perfume: Historia de un asesino            | Chico                 | Tom Tykwer                | Não creditada   |
| 2006 | Todo mal                                      | Tommy                 | Francesc Giró             |                 |
| 2009 | Tres días con la familia                      | Pere Jr.              | Mar Coll                  |                 |
| 2013 | Caídos                                        | Nacho                 | Jaime Herrero             |                 |
| 2016 | Marica tú                                     | Julián                | Ismael Núñez              |                 |
| 2019 | ¿A quién te llevarías a una isla desierta?    | Abril                 | Jota Linares              |                 |
| 2020 | The Life Ahead                                | Lola                  | Edoardo Ponti             |                 |
| 2023 | Mimì - Il principe delle tenebre              | Giusi                 | Brando De Sica            |                 |
| 2024 | El molino                                     |                       | Alfonso Cortés-Cavanillas |                 |
| 2024 | Pretty Guardian Sailor Moon Cosmos: The Movie | Sailor Aluminum Siren | Tomoya Takahashi          | Voz de dobragem |

#### Séries de televisão
| Año       | Serie                     | Cadena             | Personaje           | Episodios    |
| --------- | ------------------------- | ------------------ | ------------------- | ------------ |
| 2007      | R.I.S. Científica         | Telecinco          | Figurante           | 1 episodio   |
| 2007      | Los Serrano               | Telecinco          | Figurante           | 1 episodio   |
| 2008      | <i id="mwARM">Impares</i> | Antena 3           | Javier Romano       | 2 episodios  |
| 2008      | Los hombres de Paco       | Antena 3           | Regidor de anuncio  | 1 episodio   |
| 2009      | Hospital central          | Telecinco          | Vicente             | 1 episodio   |
| 2014      | La que se avecina         | Telecinco          | Recepcionista hotel | 1 episodio   |
| 2015      | Anclados                  | Telecinco          | Figurante           | 1 episodio   |
| 2016      | Temporada baja            | Flooxer            | Juan                | 1 episodio   |
| 2017      | Indetectables             | Flooxer            | Guillermo           | 1 episodio   |
| 2018      | Paquita Salas             | Netflix            | Camarera            | 1 episodio   |
| 2018-2019 | Vis a vis                 | FOX España         | Luna Garrido        | 15 episodios |
| 2020      | El desorden que dejas     | Netflix            | Tere                | 6 episodios  |
| 2021      | Señoras del (h)AMPA       | Amazon Prime Video | Prostituta presa    | 1 episodio   |
| 2021      | Todo lo otro              | HBO España         | Dafne               | 8 episodios  |
| 2023      | Sagrada familia           | Netflix            | Marga Morales       | 5 episodios  |
| 2023      | Selftape                  | Filmin             | Ana                 | 1 episodio   |
| 2024      | Un nuevo amanecer         | Atresplayer        | Bibi                | 8 episodios  |
| 2024      | Respira                   | Netflix            | Neus                | 7 episodios  |

#### Programas de televisão
| Ano       | Série            | Corrente    | Notas                       |
| --------- | ---------------- | ----------- | --------------------------- |
| 2023      | Traitors Espanha | HBO Max     | Concorrente                 |
| 2023-2024 | Operação Triunfo | Prime Video | Professora de interpretação |

## Livros
- Zamora, Abril (26 de novembro de 2019). Élite: Al fondo de la clase. [S.l.]: Planeta. ISBN 9788408214366[22]
- Zamora, Abril (20 de outubro de 2020). Élite: Asignatura pendiente. [S.l.]: Planeta. ISBN 9788408224716[23]
- Zamora, Abril (1 de fevereiro de 2024). Ana ha besado a otro. [S.l.]: Ediciones B. ISBN 9788466677363[24]

## Prêmios e Nomeações
| Año  | Categoría                     | Premio                                             | Título                            | Resultado |
| ---- | ----------------------------- | -------------------------------------------------- | --------------------------------- | --------- |
| 2009 | Mejor actor revelación        | Sindicato de actores profesionales de Valencia     | La indiferencia de los armadillos | Nomeada   |
| 2010 | Mejor actor de reparto        | XIX Premis de Teatres de la Generalitat Valenciana | La indiferencia de los armadillos | Vencedora |
| 2010 | Mejor actor protagonista      | XIX Premis de Teatres de la Generalitat Valenciana | El congelador                     | Nomeada   |
| 2010 | Mejor actor                   | 15.ª Mostra de Teatre de Barcelona                 | La indiferencia de los armadillos | Vencedora |
| 2011 | Mejor actor                   | V Edición Festival Cortocomenius                   | Nube de colores                   | Vencedora |
| 2019 | Mejor actriz revelación       | XXVIII Premios Unión de Actores y Actrices         | Vis a vis                         | Nomeada   |
| 2021 | Mejor actriz de reparto       | CinEuphoria Awards                                 | The Life Ahead                    | Nomeada   |
| 2021 | Mejor reparto de una película | CinEuphoria Awards                                 | The Life Ahead                    | Nomeada   |
| 2021 | Mejor actriz estatal          | Festival de Santurtzi                              | Polvorón                          | Vencedora |

## Reconhecimentos
- No dia 27 de junho de 2022, véspera do 28 de junho, Dia Internacional do Orgulho LGBT, foi-lhe premiada com o Reconhecimento Arcoíris, outorgado pelo Ministério de Igualdade de Espanha e a Direcção Geral de Diversidade Sexual e Direitos LGTBI, pela visibilidade trans dentro do mundo da televisão, o cinema e o teatro.[25]
- Em 2023 recebeu o Prêmio Nebrija Creia na categoria de Artes Escénicas.[26]